# Fascellina castanea
Fascellina castanea är en fjärilsart som beskrevs av Moore 1877. Fascellina castanea ingår i släktet Fascellina och familjen mätare. Inga underarter finns listade i Catalogue of Life.